# Jacques de Billy
Jacques de Billy   (Compiègne, 18 de març de 1602 - Dijon, 14 de gener de 1679) va ser un jesuïta i matemàtic francès.
Va ensenyar matemàtiques a diversos col·legis jesuïtes (Pont-à-Mousson, Reims i Grenoble). També va ser rector dels col·legis de jesuïtes de Langres i de Sens, tot i que la major part de la seva vida va ser professor del  collège des Godrans, el col·legi jesuïta de Dijon. Sembla que complementava els seus deures pedagògics fent de conseller militar del vescomte de Turena, ja que va escriure un llibre sobre el setge de Lancrecy.
Va tenir per alumnes Jacques Ozanam i Claude-Gaspard Bachet de Méziriac. També va mantenir correspondència amb Pierre de Fermat.
En matemàtica, els seus treballs es van centrar en l'àlgebra, tema sobre el que va publicar diverses obres com Abrégé de préceptes d'algébre (1637), Nova geometria clavis algebrae (1643) i Doctrinae analyticae inventum novum (1670), que van tenir certa influència en el desenvolupament de la notació algebraica. També es va interessar en la teoria de nombres publicant el 1670 un comentari de l'Aritmètica de Diofant.
Va publicar un cert nombre de taules astronòmiques. Les seves taules sobre els eclipsis publicades el 1656 (calculades per als anys 1656 a 1693) tenen per títol Tabulae Lodoicaeae seu universa eclipseon doctrina tabulis, praeceptis ac demonstrationibus explicata. Adiectus és calculus, aliquot eclipseon solis & lunae, quae proxime per totam Europam videbuntur. Entre 1664 i 1666 també va escriure tres opuscles sobre els cometes dels anys 1664 i 1665, defensant que no eren el mateix astre.
Billy va estar un dels primers científics a rebutjar el rol de l'astrologia en ciència i va rebutjar, sobretot, l'antiga creença de la influència malèfica dels cometes en el seu llibre Le tombeau de l'astrologia judiciaire (1657).
Un cràter lunar porta avui el seu nom.